# Rajd Warszawski 2003

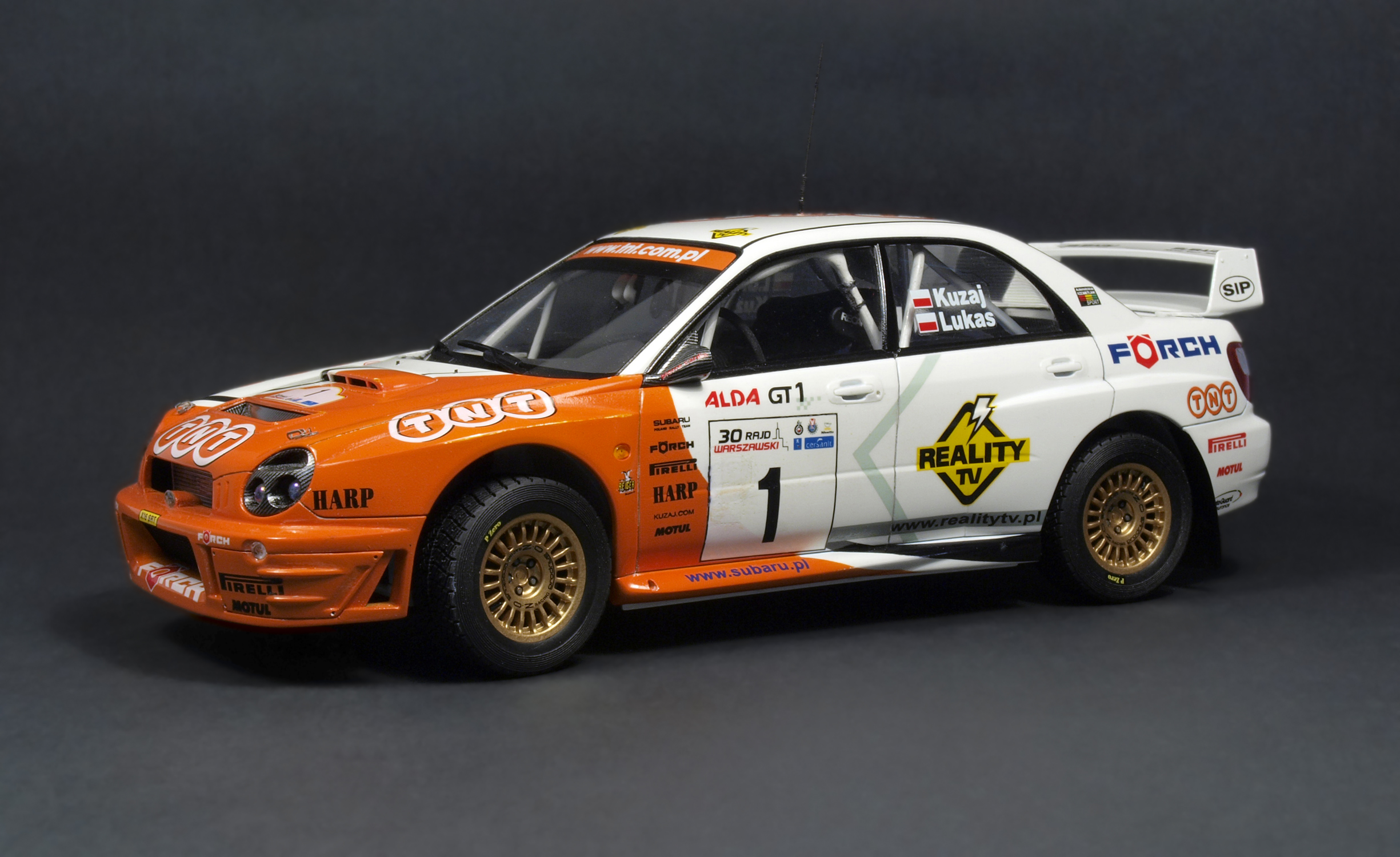
Model samochodu Subaru Impreza WRC S7 '01 jakim Leszek Kuzaj wygrał 30 Rajd Warszawski

Rajd Warszawski 2003 – 30. edycja Rajdu Warszawskiego. Był to rajd samochodowy rozgrywany od 18 do 19 października 2003 roku. Była to szósta runda Rajdowych Samochodowych Mistrzostw Polski w roku 2003. Rajd składał się z piętnastu odcinków specjalnych (dwa odcinki anulowano).

## Wyniki końcowe rajdu[1]
| Miejsce | Kierowca          | Pilot            | Samochód                  | Czas      | Strata   | Grupa Klasa |
| ------- | ----------------- | ---------------- | ------------------------- | --------- | -------- | ----------- |
| 1       | Leszek Kuzaj      | Magdalena Lukas  | Subaru Impreza WRC S7 '01 | 1:22:48.7 | -        | A8          |
| 2       | Tomasz Czopik     | Łukasz Wroński   | Mitsubishi Lancer Evo VII | 1:27:21.6 | +4:32.9  | A8          |
| 3       | Sebastian Frycz   | Jarosław Baran   | Mitsubishi Lancer Evo V   | 1:28:09.4 | +5:20.7  | A8          |
| 4       | Michał Bębenek    | Grzegorz Bębenek | Mitsubishi Lancer Evo VI  | 1:28:10.7 | +5:22.0  | N4          |
| 5       | Michał Sołowow    | Maciej Baran     | Mitsubishi Lancer Evo VII | 1:28:36.3 | +5:47.6  | N4          |
| 6       | Maciej Lubiak     | Maciej Wisławski | Mitsubishi Lancer Evo V   | 1:28:44.5 | +5:55.8  | N4          |
| 7       | Mariusz Stec      | Zbigniew Gruszka | Mitsubishi Lancer Evo VI  | 1:29:13.4 | +6:24.7  | N4          |
| 8       | Zbigniew Gabryś   | Bartłomiej Boba  | Mitsubishi Lancer Evo VI  | 1:29:20.4 | +6:31.7  | N4          |
| 9       | Piotr Maciejewski | Piotr Kowalski   | Mitsubishi Lancer Evo VI  | 1:29:31.4 | +6:42.7  | N4          |
| 10      | Grzegorz Grzyb    | Przemysław Mazur | Peugeot 206 S1600         | 1:35:06.9 | +12:18.2 | A6          |